# إنكار الإبادة الجماعية للصرب في دولة كرواتيا المستقلة
إنكار الإبادة الجماعية للصرب في دولة كرواتيا المستقلة (NDH)، وهي دولة دمية للنظام النازي الذي كان قائما خلال الحرب العالمية الثانية، هو إنكار تاريخي ينفي وقوع جرائم جماعية منهجية أو إبادة جماعية ضد الصرب في دولة كرواتيا المستقلة، فضلاً عن كونه محاولة للتقليل من نطاق وشدة الإبادة الجماعية.
تتضمن إحدى الاستراتيجيات الادعاء بأن معسكر اعتقال ياسينوفاتش كان مجرد معسكر أشغال، وليس معسكر إبادة. وقد جذبت ويكيبيديا الكرواتية أيضًا اهتمام وسائل الإعلام الدولية بسبب التحيز والإنكار بشأن جرائم دولة كرواتيا المستقلة.

## خلفية

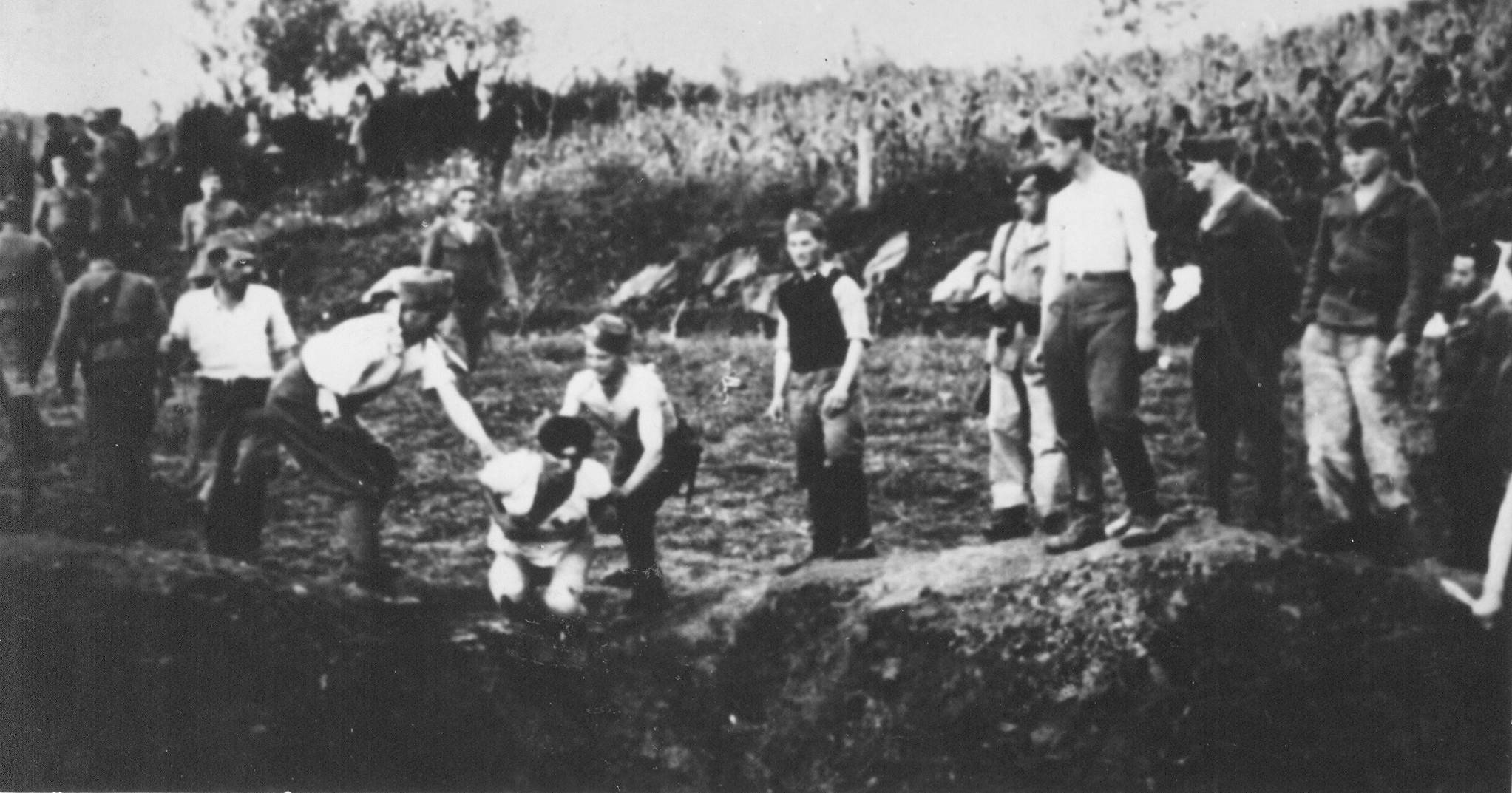
ميليشيا أوستاشا تعدم سجناء بالقرب من معسكر اعتقال ياسينوفاتش

## التأريخ

### جمهورية يوغوسلافيا الاتحادية الاشتراكية
لم يتم فحص الإبادة الجماعية للصرب بشكل صحيح في أعقاب الحرب، لأن الحكومة اليوغوسلافية بعد الحرب بقيادة الحزب الشيوعي لم تشجع الباحثين المستقلين بسبب القلق من أن التوترات العرقية الناجمة عن الحرب قد تؤدي إلى زعزعة استقرار النظام الجديد. حاولوا إخفاء الفظائع التي وقعت أثناء الحرب والتقليل من خسائر معينة للأقليات العرقية. كتب عالم الإبادة الجماعية هنري ر. هوتينباخ (Henry R. Huttenbach) أن "التاريخ اليوغوسلافي التيتوي (نسبة إلى الرئيس تيتو) المؤدلج والمموه" قمع الإبادة الجماعية ضد الصرب، فضلاً عن أن "القمع يقترب من الإنكار التام". تم تقديم جميع ضحايا الحرب العالمية الثانية على أنهم "يوغوسلاف"، في حين تم تسمية جميع المتعاونين على أنهم "فاشيون".

### كرواتيا
أوضحت المؤرخة ميريانا كاسابوفيتش (Mirjana Kasapović) أنه في أهم الأعمال العلمية حول الإبادة الجماعية، تم تصنيف الجرائم ضد الصرب واليهود والغجر في دولة كرواتيا المستقلة بشكل لا لبس فيه على أنها إبادة جماعية. لقد درست ثلاث استراتيجيات رئيسية للمراجعة التاريخية في جزء من التأريخ الكرواتي الحديث: كانت كرواتيا المستقلة دولة مضادة للتمرد في ذلك الوقت؛ لم تُرتكب أي جرائم جماعية في دولة كرواتيا المستقلة، وخاصة الإبادة الجماعية؛ كان معسكر ياسينوفاك مجرد معسكر عمل، وليس معسكر إبادة  وتخلص كاسابوفيتش إلى أن هذه الجهود أدت في الممارسة العملية إلى التأثير المعاكس.
في تحليل منهجي لأكثر من أربعين عامًا من مراجعة التاريخ في صربيا وكرواتيا (من 1974 إلى 2017)، فحصت عالمة الاجتماع الكرواتية تامارا بافاسوفيتش تروست (Tamara Pavasović Trošt) كيف بررت الكتب المدرسية الكرواتية وجود كرواتيا المستقلة بسرد عاطفي: لقد تم إلغاء "الخيط الألفي" للدولة الكرواتية بسبب "محاولة نظام صربيا الكبرى تدمير كل علامات القومية الكرواتية". وعلاوة على ذلك، فإن الكتب المدرسية تنسب الإرهاب ضد الصرب إلى النسبية من خلال الادعاء بأن ذلك كان نتيجة "لهيمنتهم السابقة".
لاحظ المؤرخ هرفوي كلاسيتش (Hrvoje Klasić) أنه منذ استقلال كرواتيا أثناء تفكك يوغوسلافيا، تم تأسيس نهج جديد لدراسة وتدريس التاريخ الكرواتي، والذي يتضمن التقليل من جرائم أوستاشا وإنكارها. وذكر أن اتجاه المراجعة والإنكار تفاوت في شدته على مدى السنوات الخمس والعشرين التالية، لكنه لم يتوقف تمامًا أبدًا. قال المؤرخ روري يومانس (Rory Yeomans) في عام 2018 إن المراجعة التاريخية في تسعينيات القرن الماضي كانت "راسخة في الأوساط الأكاديمية والسياسة السائدة"، وإن المراجعين اليوم يسعون إلى إعادة تأهيل نظام أوستاشا بالكامل، ومقارنته بعصر فرانيو تودجمان عندما كان الاتجاه هو التقليل من الجرائم أو إعادة تأهيل جوانب معينة منها فقط. وأشار أيضًا إلى أن المراجعين يزعمون أن إحياء ذكرى جرائم أوستاشا يشكل محاولة "لتشويه اسم كرواتيا، وإعلان الكروات شعبًا إباديًا، وتجريم حرب الوطن".
في مراجعته لعمل جوزيف يورشيفيتش (Josip Jurčević)، "أصل أسطورة ياسينوفاك" (The Origin of the Jasenovac Myth)، يلاحظ المؤرخ الألماني هولم سوندهوزن (Holm Sundhaussen) أنه في حين أن يورشيفيتش مُحقّ في انتقاده لأعداد ضحايا ياسينوفاك في يوغوسلافيا الشيوعية، فإنه "عن طيب خاطر وبدون تفكير" يتبنى مصطلح "أسطورة ياسينوفاك" ويحاول إثبات، من خلال حذف المعلومات، أن ياسينوفاك كان "معسكر عمل" وأن الإبادة الجماعية في دولة كرواتيا المستقلة في الحرب العالمية الثانية لم تحدث. وكتب يورشيفيتش أيضًا أن ضحايا معسكرات الاعتقال يموتون بسبب سوء النظافة والأمراض المعدية.

## السياسة اليمينية المتطرفة في كرواتيا
غالبًا ما يدافع اليمين المتطرف في كرواتيا عن النظرية الخاطئة القائلة بأن ياسينوفاتش كان "معسكر عمل" حيث لم تحدث عمليات قتل جماعي. ويقول بعض نشطاء حقوق الإنسان إن تشويه جرائم الحرب العالمية الثانية موجود في كرواتيا وكان منتشراً بشكل خاص خلال حرب التسعينيات عندما كانت المشاعر المعادية للصرب عالية. ومن بين المروجين البارزين لهذا الأمر منظمة غير حكومية يمينية متطرفة تسمى "جمعية أبحاث معسكر ياسينوفاك الثلاثي". ومن بين أعضائها الصحفي إيغور فوكيتش (Igor Vukić) والأكاديمي جوزيب بيتشاريتش (Josip Pečarić) اللذين كتبا كتبًا تروج لهذه النظرية. وقد تم تضخيم الأفكار التي يروج لها أعضاؤها من خلال المقابلات الإعلامية السائدة وجولات الكتب في عام 2019. وقد دفع الكتاب الأخير الذي كتبه فوكيتش بعنوان "كذبة ياسينوفاك المكشوفة" مركز سيمون فيزنتال إلى حث السلطات الكرواتية على حظر مثل هذه الأعمال، مشيرًا إلى أنها "ستُحظر على الفور في ألمانيا والنمسا". وعندما سُئل عما إذا كان المجتمع منخرطًا في إنكار الإبادة الجماعية، أجاب فوكيتش قائلاً: "عندما يتعلق الأمر بالإبادة الجماعية، غالبًا ما يتم ربطها بالصرب. إذا كان الأمر يتعلق بهذا، فنحن ننكر ذلك". أدان مناحيم ز. روزينسافت (Menachem Z. Rosensaft)، المستشار العام للمؤتمر اليهودي العالمي، العمود المؤيد لكتاب فوكيتش الذي كتبه ميلان إيفكوشيتش (Milan Ivkošić) في قائمة فيسيرني (Večernji list)، مؤكدًا أن "هناك حقائق مروعة في التاريخ لا ينبغي لأحد أن يشكك فيها أو يشوهها أو ينكرها".
في عام 2013، حظيت ويكيبيديا الكرواتية أيضًا باهتمام من وسائل الإعلام الوطنية والدولية لترويجها لنظرة عالمية فاشية بالإضافة إلى التحيز ضد الصرب من خلال المراجعة التاريخية ونفي أو تخفيف شدة الجرائم التي ارتكبها نظام أوستاشا. في أحد الأمثلة ذات الصلة، أشارت الصفحة الكرواتية عن معسكر اعتقال ياسينوفاك إلى المعسكر باعتباره "معسكر تجميع" ومعسكر عمل، وقللت من أهمية الجرائم التي ارتكبت في ياسينوفاك، فضلاً عن عدد الضحايا الذين ماتوا هناك، كما اعتمدت أيضًا على وسائل الإعلام اليمينية والمدونات الخاصة كمراجع. في عام 2021، تم إجراء عدد من التغييرات لإزالة حق الوصول الإداري من مجموعة من المحررين الذين يعتبرون مسؤولين عن هذا، والذين نُشرت أسماء بعضهم أيضًا في وسائل الإعلام الكرواتية وكانوا مرتبطين بمجموعات يمينية متطرفة معروفة.
في عام 2016، أصدر المخرج الكرواتي ياكوف سيدلار (Jakov Sedlar) فيلمًا وثائقيًا بعنوان (Jasenovac – The Truth) والذي دافع عن نفس النظريات، ووصف المعسكر بأنه "معسكر تجميع وعمل". وتضمن الفيلم مزاعم بالتزوير والتزييف، بالإضافة إلى إنكار الجرائم وخطاب الكراهية تجاه السياسيين والصحفيين. تعرض الفيلم لانتقادات بسبب افتقاره إلى العمق الذي يوفر الحقيقة المتعلقة بالأسباب التي تساعد الآخرين على فهم الأحداث التي أدت إلى الرعب المنظم في ياسينوفاتس. وأشار تقرير إلى أن المعسكر كان أكبر معسكر اعتقال في منطقة يوغوسلافيا في وقت الحرب العالمية الثانية، والذي لم يُؤسَّس من قبل النازيين أنفسهم.

## الفضائح السياسية
حاول بعض الكروات، بما في ذلك السياسيون، التقليل من حجم الإبادة الجماعية التي ارتكبت ضد الصرب في دولة كرواتيا المستقلة.
بحلول عام 1989، اعتنق رئيس كرواتيا المستقبلي فرانيو تودجمان القومية الكرواتية، ونشر كتابه المعنون (Bespuća povijesne zbiljnosti)، حيث شكك في العدد الرسمي للضحايا الذين قتلتهم منظمة أوستاشا خلال الحرب العالمية الثانية. في هذا الكتاب، زعم تودجمان أن عدد القتلى في ياسينوفاك بلغ ما بين 30 ألفًا و40 ألفًا. على الرغم من تباين أعداد الضحايا، فإن النصب التذكاري لياسينوفاك يذكر 83,145 ضحية، أكثر من نصفهم من الصرب. اتهم بعض الباحثين والمراقبين تودجمان بـ "التقرب من الأفكار المرتبطة بحركة أوستاشا" والتقليل من عدد الضحايا في دولة كرواتيا المستقلة.
ومع ذلك، فقد أكد تودجمان في كتابه الصادر عام 1996 أن الإبادة الجماعية حدثت بالفعل:
إنها حقيقة تاريخية أن نظام أوستاشا في دولة كرواتيا المستقلة، في تنفيذه لخطة تقليص "الشعب الصربي الأرثوذكسي المعادي في الأراضي الكرواتية"، ارتكب جريمة إبادة جماعية واسعة النطاق في حق الصرب، وجرائم إبادة جماعية أكبر نسبيًا في حق الغجر واليهود، في تنفيذ السياسات العنصرية النازية.

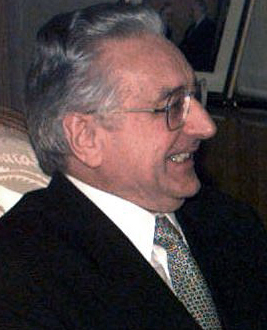
أثار فرانيو تودجمان، أول رئيس لكرواتيا، جدلاً بشأن "مغازلة أفكار أوستاشا" والتقليل من أهمية عدد الضحايا في مذبحة كرواتيا.

أدلى السياسي الكرواتي ستيبان ميسيتش، الذي شغل سابقًا منصب رئيس وزراء كرواتيا، بتصريحات علنية في عام 1992 حول أنه لا ينبغي تقديم أي اعتذارات لياسينوفاتش، وكيف أن المعسكر لم يكن "معسكر موت"، ونفى طبيعة معسكر الاعتقال، وتصريحات أخرى اعتبرت داعمة لأوستاشا؛ نُشرت مقاطع الفيديو الخاصة بها في عامي 2006 و2017. ميسيتش، الذي أصبح في هذه الأثناء رئيسًا لكرواتيا، وكان مؤيدًا معروفًا لبارتيزان يوغوسلاف، اعتذر وتراجع عن هذه التصريحات. واعتذر ميسيتش أيضًا عن "التصريح غير الحكيم" ونسبية الجرائم التي وقعت في ياسينوفاتش في عام 2017.
في 17 أبريل 2011، وفي حفل تذكاري، حذر الرئيس الكرواتي إيفو يوسيبوفيتش من وجود "محاولات لتقليص أو تقليل عدد ضحايا ياسينوفاك بشكل كبير"، وأضاف: "أواجه هنا الحقيقة المدمرة المتمثلة في أن بعض أفراد الشعب الكرواتي قادرون على ارتكاب أقسى الجرائم".
اتُهم المؤرخ والسياسي الكرواتي زلاتكو حسن بيغوفيتش (Zlatko Hasanbegović)، الذي شغل سابقًا منصب وزير الثقافة في البلاد في عام 2016، بالتقليل من جرائم أوستاشا ومحاولة إعادة تأهيل أفكارهم في عمله. في عام 1996، كتب حسن بيغوفيتش مقالتين على الأقل في مجلة "دولة كرواتيا المستقلة"، التي حررها حزب حركة التحرير الكرواتية اليميني المتطرف الصغير (HOP)، حيث مجّد فيهما أفراد جماعة أوستاشا باعتبارهم أبطالاً وشهداء وأنكر الجرائم التي ارتكبها النظام. وردًا على ذلك، نفى حسن بيغوفيتش أنه كان مدافعًا عن النظام، مشيرًا إلى أن جرائم أوستاشا خلال الحرب العالمية الثانية كانت "أكبر زلة أخلاقية" للشعب الكرواتي في تاريخه وأن كلماته أُخرجت من سياقها لأغراض التلاعب السياسي.
منذ عام 2016، قاطعت الجماعات المناهضة للفاشية وزعماء المجتمعات الصربية والغجرية واليهودية في كرواتيا وكبار المسؤولين الكرواتيين السابقين الاحتفال الرسمي للدولة بضحايا معسكر اعتقال ياسينوفاتش بسبب وجهة نظرهم بأن السلطات الكرواتية تتسامح مع الترويج لإرث أوستاشا وترفض التصرف ضد الإنكارات التعديلية، والتقليل من أهمية الجرائم التي ارتكبها أوستاشا ونسبتها.